# Ino
Ino er en mytisk figur fra den græske mytologi. Hun var datter af Kadmos og gudinden Harmonia og fik som så mange andre af sin slægt en tragisk skæbne. Hun var gift med Athamas og havde med ham børnene Learchos og Melikertes.

## Frixos og Helle
Ino var Athamas anden hustru og forsøgte i jalousi at dræbe de to børn, Helle og Frixos, som han havde med sin tidligere hustru Nefele. Ino ristede sædekornet så det ikke kunne spire. Da de fortvivlede bønder i angst for hungersnød sendte en delegation til det lokale orakel, betalte hun dem for at lyve om orakelsvaret og sige at Frixos' død var påkrævet. Athamas gav efter for orakelsvaret, men inden Frixos kunne ofres blev han og søsteren reddet af en gylden buk sendt af deres mor.

## Ino Leukothea
I en anden fortælling blev Athamas slået med vanvid af Hera, der var rasende over at Ino havde taget sig af sin ulykkelige søster Semeles guddommelige barn Dionysos. Athamas dræbte sin søn Learchos i sindssyge, da han tog ham for at være en hjort. I en version af historien kastede Ino sig derefter i havet med den yngste søn Melikertes, i en anden kastede hun ham i en kedel kogende vand og sprang i havet med kedlen. Hun kaldtes herefter Leukothea og sønnen for Palaimon og de ansås for hjælpere af folk i havsnød.
Sammenkoblingen af Ino med havgudinden Leukothea, ses allerede hos Homer, der i 5. sang af odysseen skriver:
Dog Leukothea ham saae, den deilige Datter af Kadmos,
Fordum en Qvinde med Menneskerøst, da hedde hun Ino,
Nu guddommelig Ære hun nød som en Havets Gudinde. 
Christian Wilsters oversættelse, Odysseen, 5. sang 333 – 335
- Wikimedia Commons har flere filer relateret til Ino